# Gradental
Das Gradental ist ein rechtes Seitental des Mölltals in der Schobergruppe in Kärnten. Es gehört zur Gemeinde Großkirchheim. Durchflossen wird es vom Gradenbach, der auf 2500 m aus dem Gradenkees entspringt und im Talschluss den Gradensee durchfließt. Das Einzugsgebiet des Gradenbaches beträgt 32 km².
Der Name steht in Zusammenhang mit slawisch grad (Burg, Einfriedung) und könnte sich auf die Abgeschlossenheit des Tales beziehen, das von über 20 Dreitausendern gesäumt wird. Es handelt sich um ein typisches Trogtal mit mehreren Geländestufen.

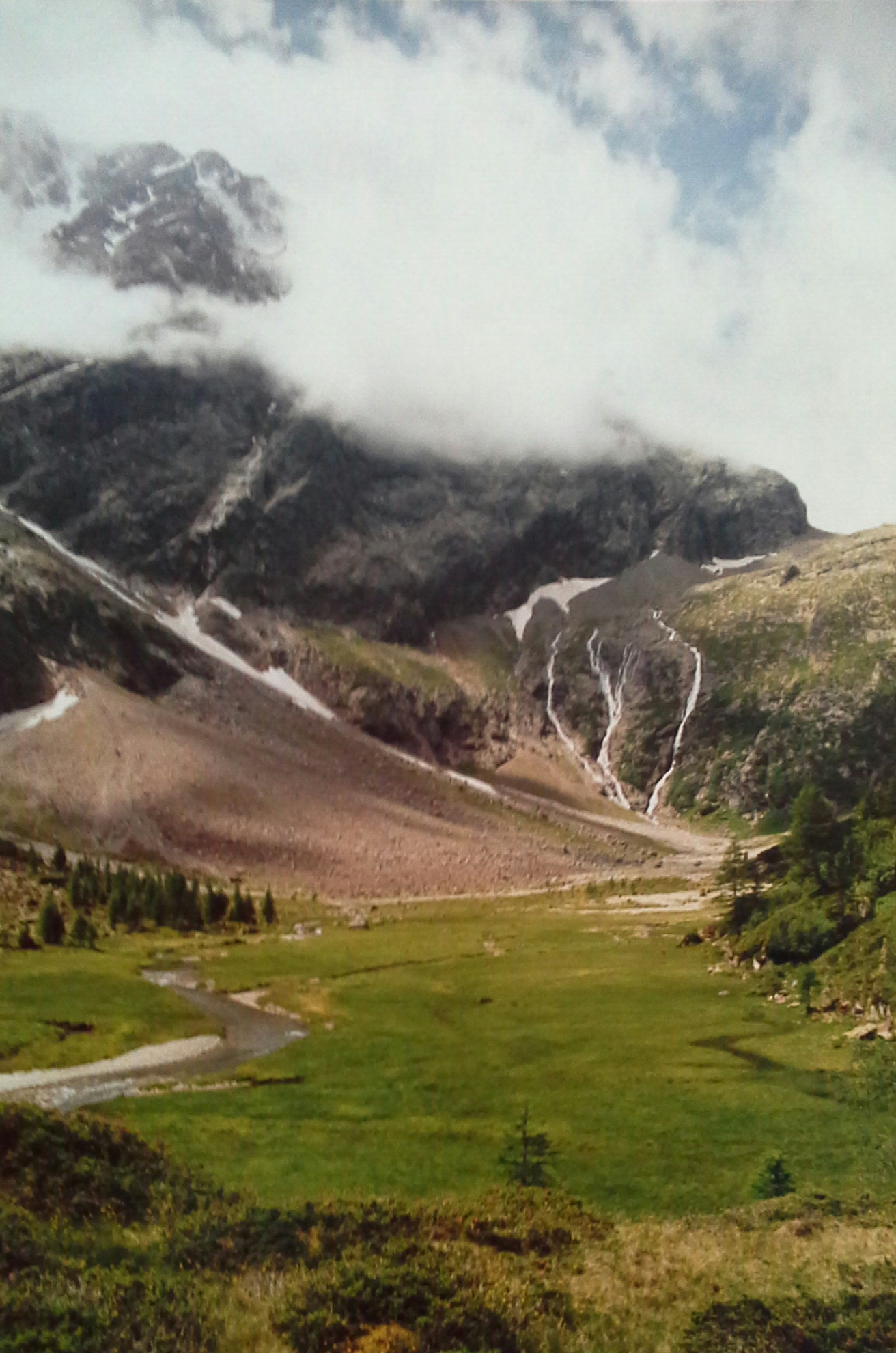
Blick auf das Gradenmoos

Das Tal zweigt bei Putschall vom Mölltal ab. Am Talausgang befindet sich ein zwei km² großer Talzuschub, der wiederholt für Überschwemmungsereignisse sorgte. Im Tal befindet sich ein sechs km langer Naturlehrpfad. Auf ca. 1900 m befindet sich an der Waldgrenze das Gradenmoos, ein 2,5 ha großes Staumäandermoor.
Das Gradenmoos weist eine überwiegend silikatische (saure) Pflanzengesellschaft auf, es kommen jedoch auch Kalkzeiger vor. Torfbildung geschieht nur im Kernbereich. Auf 2488 m liegt am Gradensee die Adolf-Noßberger-Hütte, eine Alpenvereinshütte der ÖAV-Sektion Alpenverein Edelweiss. Der Gradensee wird mit Seesaiblingen, Bachsaiblingen, Kanadasaiblingen und Saiblinghybriden bewirtschaftet. Seine Farbe wird als türkisgrün beschrieben.

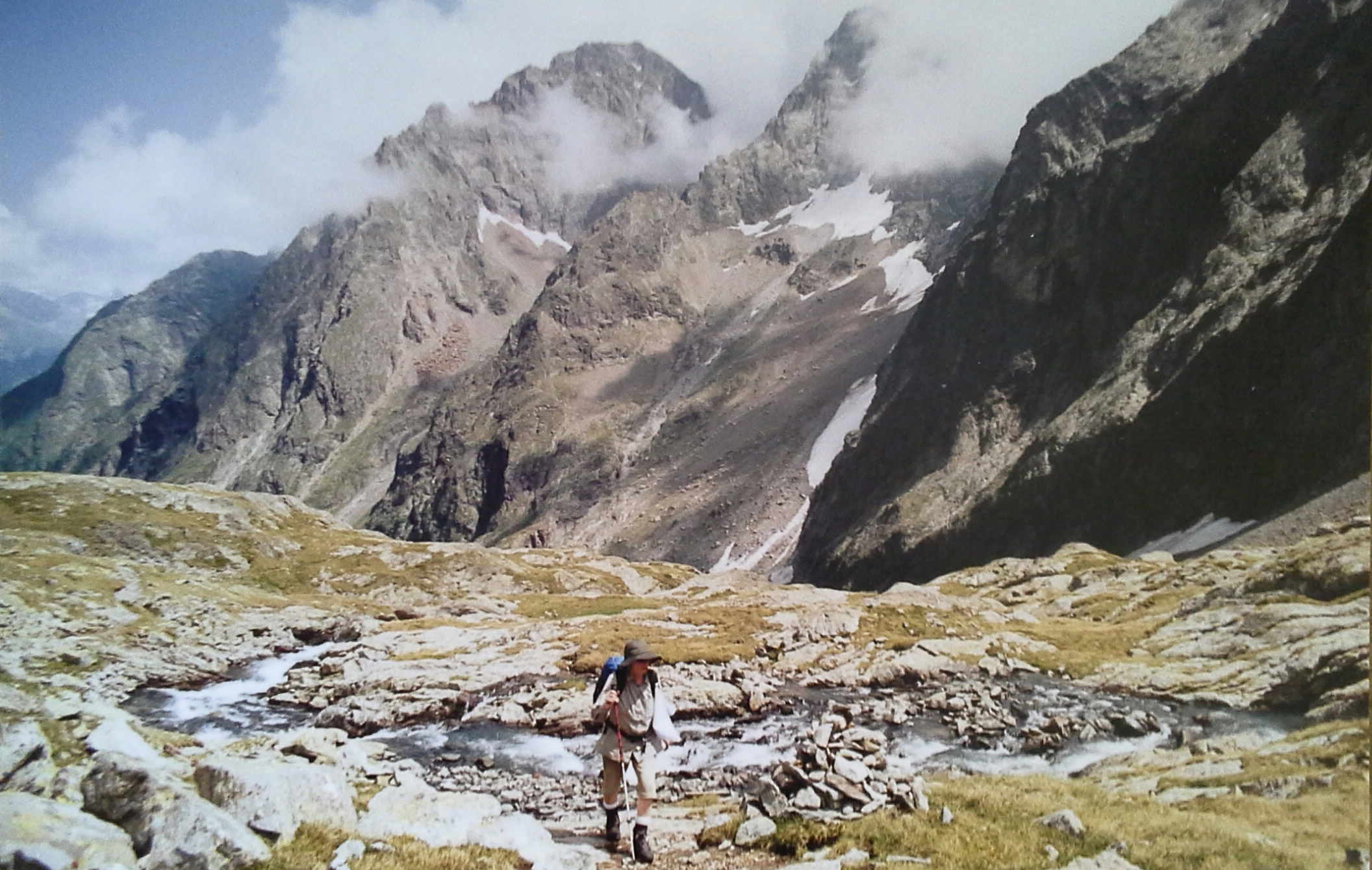
Auf dem Adolf-Noßberger-Weg im oberen Gradental bei ca. 2400 m

Im Gradental liegen der Keeskopf (3081 m) und der Große Hornkopf (3251 m) und das Petzeck, das mit 3283 m der höchste Gipfel der Schobergruppe ist. Nördlich an das Gradental schließt das Gössnitztal an, südlich das Wangenitztal und westlich das Osttiroler Debanttal. Durch das Tal verläuft der Wiener Höhenweg.